# Часовня Святого Иоанна Крестителя (Ежмановице)
Часовня святого Иоанна Крестителя (пол. Kaplica św. Jana Chrzciciela) — католическая часовня в Польше, находящаяся в населённом пункте Ежмановице, в гмине Ежмановице-Пшегиня Краковского повята Малопольского воеводства. Часовня внесена в реестр охраняемых памятников Малопольского воеводства.
Каменная часовня стиле барокко была построена в 1696 году по инициативе участника Венского сражения Яна Срочинского. Часовня была составной частью больницы для бедных, которая не сохранилась до нашего времени.
24 декабря 1955 года храм был внесён был внесён в реестр охраняемых памятников Малопольского воеводства (№ А-646).